# みどりといのちのネットワーク
みどりといのちのネットワーク は、かつて存在した日本の環境政党。
代表は衆議院議員の大石正光の父親である大石武一。

## 概要
第15回参議院議員通常選挙での環境政党の乱立を防ぐ目的で、日本みどりの党に系譜を持つ環境政党であるみどりのネットワークと、ネットワークいのちが合流したことにより結成された。
この選挙では他の環境政党である原発いらない人びと、ちきゅうクラブとの協力に失敗し、惨敗。第16回参議院議員通常選挙では両党と合流し、希望を結成したことにより解散した。
| サブスタブ | この項目は、まだ閲覧者の調べものの参照としては役立たない、書きかけの項目です。この項目を加筆・訂正などしてくださる協力者を求めています。このテンプレートは分野別のサブスタブテンプレートやスタブテンプレート（Wikipedia:分野別のスタブテンプレート参照）に変更することが望まれています。 |